# Buřňák Macgillivrayův
Buřňák MacGillivrayův (Pseudobulweria macgillivrayi) je pták z čeledi buřňákovitých. Holotyp, mladý pták byl získán roku 1855 na ostrově Gau na Fidži přírodovědcem Johnem MacGillivrayem, který vzorek dopravil do Britského muzea v Londýně. Více než sto let nebylo možné další exemplář najít. Znovuobjeven byl až roku 1983 a od roku 1985 došlo k 17 dalším pozorováním. Expedice Rollo Becka v únoru 1925 ani Johna Smarta v říjnu 1971 nebyly úspěšné a dospělý pták byl chycen až v dubnu 1984, změřen, vyfotografován a puštěn na svobodu. V dubnu 2007 byl zraněný exemplář nalezen v obci Levukaigau na Gau ,ale zemřel krátce poté. Vzorek byl zachován a posloužil ornitologovi Dicku Watlingovi jako studijní objekt. V květnu 2009 bylo první pozorování tohoto druhu nad vodami poblíž ostrova Gau.
Je klasifikován jako kriticky ohrožený, odhadovaný počet jedinců je menší padesáti kusů a je omezen na velmi malé území. Hnízdiště nebylo objeveno. Je popisován jako 30 cm dlouhý, peří tmavě čokoládové barvy a tmavé oči i zobák a na převážně černých nohou má jasně modrou skvrnu na plovací bláně. Je chráněn podle fidžijského práva a zobrazen na fidžijské bankovce (konkrétně na 50dolarové). Důvodem bylo zvýšení povědomosti o tomto endemickém a kriticky ohroženém druhu mezi obyvateli.